# Ota (Georgia)
Ota (en georgiano: ოთა) es un pueblo de Georgia ubicado en el centro de la región de Mesjetia-Yavajetia, siendo parte del municipio de Aspindza.

## Geografía
Ota se encuentra a orillas del río Oti (el afluente derecho del río Kurá), a 7 kilómetros de Aspindza.  

## Demografía
La evolución demográfica de Ota entre 2002 y 2014 fue la siguiente:
| 375                                             | 324 |
| (Fuente: Population of Georgia in Soviet times) |     |

Según el censo de 2014, el 99,7% de la población son georgianos.

## Infraestructura

### Arquitectura, monumentos y lugares de interés
Las ruinas de la fortaleza de Oti se encuentran en el pueblo. Además, también está cerca el monasterio de Shoreti. 